# Medium chain acyl co-enzym-A dehydrogenase-deficiëntie
MCAD ofwel medium chain acyl co-enzym-A dehydrogenase-deficiëntie (sommige bronnen noemen het ook MCADD) is een van de meest voorkomende stofwisselingsziekten, ongeveer één op 12.000 levendgeborenen lijdt eraan.
De stoornis bij MCAD is het niet kunnen verbranden van middellange (6 tot 12 koolstofatomen) vetzuurketens door de cellen. Normaal gesproken halen de lichaamscellen hun energie uit de verbranding van glucose, en als de glucose opraakt, schakelen ze over op de verbranding van vetzuren. Lijders aan MCAD kunnen dit niet en de cellen zullen daarom bij glucosegebrek acuut 'verhongeren'. Als dit gebeurt, raakt het slachtoffer bewusteloos en kan hij zelfs overlijden als niet snel ingegrepen wordt.
Aan kinderen met MCAD is zonder verder onderzoek niet te zien of zij eraan lijden en ze mankeren op het oog niets. Zolang ze regelmatig voldoende koolhydraten binnenkrijgen, groeien ze dan ook normaal op. Pas wanneer ze, bijvoorbeeld door overgeven bij ziekte, eens een keer niet goed gegeten hebben, kan na een aantal uren een crisis optreden. Omdat dit meestal 's nachts gebeurt en omdat MCAD onbekend was, werden in het verleden dit soort gevallen vaak als wiegendood aangemerkt. Het is bij plotseling overlijden van een zuigeling echter een zeldzame oorzaak: in minder dan 1% van de gevallen. Als de verzorgers van het kind weten dat het MCAD heeft, kunnen ze door extra maaltijden voorkomen dat een crisis optreedt, en bij een crisis eventueel nog glucose toedienen.
Hoewel de lijders aan MCAD zo op het oog weinig mankeert, komen er in hun bloed en urine wel alternatieve afbraakproducten van de vetzuurketens voor. Deze afbraakproducten kunnen wel secundaire verschijnselen veroorzaken, zoals lage bloeddruk en vetachtige afzettingen in de lever. Om deze verschijnselen zo veel mogelijk te beperken, moet een vetarm dieet gevolgd worden.
Als proef werd in een deel van Nederland al enige tijd door middel van de hielprik op MCAD getest. Een andere stofwisselingsziekte waar al langer systematisch op getest wordt, is PKU. Vanaf januari 2007 maakt de test op MCAD een vast onderdeel uit van de hielprik.